# IW Engine
IW Engine è un motore grafico sviluppato da Infinity Ward per la serie Call of Duty. Il motore è basato su id Tech 3 (originariamente creato da id Software per Quake III Arena), che è stato utilizzato per la prima volta nel primo Call of Duty. Non viene utilizzato soltanto dalla Infinity Ward, ma anche da sviluppatori come Treyarch, Raven Software e Sledgehammer Games.

## Versioni

### IW 2.0
Il motore grafico è stato utilizzato per la prima volta con Call of Duty 2 nel 2005 sotto una licenza proprietaria.

#### Applicazioni
- Call of Duty 2 (2005)

### IW 3.0
Una nuova versione del motore fu utilizzata in Call of Duty 4: Modern Warfare.
Versioni modificate del motore sono state usate da Treyarch nei loro capitoli di Call of Duty (dopo Call of Duty 4) e Quantum of Solace.'

#### Applicazioni
- Call of Duty 4: Modern Warfare (2007)
- Call of Duty: World at War (2008)
- Quantum of Solace (2008)

### IW 3.0 (updated)
Treyarch ha continuato a utilizzare IW 3.0 per i propri prodotti per la familiarità con questa versione e perché la maggioranza dei propri codici è fatta per questo motore.

#### Applicazioni
- Call of Duty: Black Ops (2010)
- Call of Duty: Black Ops 2 (2012)

### IW 4.0
L'ultima versione del motore (IW 4.0) sfrutta la tecnologia texture streaming per creare un livello di dettagli dell'ambiente molto più elevato ed è utilizzato in Call of Duty: Modern Warfare 2.

#### Applicazioni
- Call of Duty: Modern Warfare 2 (2009)

### IW 5.0
Call of Duty: Modern Warfare 3 utilizza una versione aggiornata del motore IW 4.0, chiamato IW 5.0. L'estremo aggiornamento del motore grafico, giunto alla fine della sua attività, consente di avere uno sharing nettamente migliore di luci e ombre rispetto alla precedente versione,
potenziando anche il sistema di texture streaming introdotto con Modern Warfare 2.

#### Applicazioni
- Call of Duty: Modern Warfare 3 (2011)

### IW 6.0 Next Gen
Call of Duty: Ghosts utilizza una versione aggiornata del motore IW 5.0, chiamato IW 6.0 Next Gen.

#### Applicazioni
- Call of Duty: Ghosts (2013)

### IW 3.0 (updated) - Black Ops Engine
Treyarch ha continuato ad utilizzare IW 3.0 per i propri prodotti per la familiarità con questa versione e perché la maggioranza dei propri codici è fatta per questo motore. La software house ha adottato una pesante riscrittura del motore grafico per le proprie esigenze e per sviluppare i loro nuovi Call of Duty partendo da Call of Duty: Black Ops III.

#### Applicazioni
- Call of Duty: Black Ops III (2015)
- Call of Duty: Black Ops IIII (2018)
- Call of Duty: Black Ops Cold War (2020)

### IW 7.0 Next Gen
Call of Duty: Advanced Warfare utilizza una versione riscritta e pesantemente aggiornata del motore IW 6.0, chiamato IW 7.0  che introduce nuovi render per l'illuminazione e la grafica in generale, mentre per la versione usata per Call of Duty: Infinite Warfare è stato aggiunto un aggiornamento che consente la possibilità di muoversi in maniera libera a gravità zero.

#### Applicazioni
- Call of Duty: Advanced Warfare (2014)
- Call of Duty: Infinite Warfare (2016)
- Call of Duty 4: Modern Warfare (Remastered) (2016)
- Call of Duty: World War II (2017)
- Call of Duty: Modern Warfare 2 Remastered  (2020)

### IW 8.0 Next Gen
Questa nuova versione del motore grafico completamente riscritta da Infinity Ward Poland, fa il suo debutto col soft reboot di Call of Duty: Modern Warfare (2019). Oltre alla totale riscrittura del codice interno che ne ha migliorato le performance di illuminazione globale e la qualità delle texture, vi è stato anche aggiunto il supporto al ray tracing e il supporto alle DirectX 12.

#### Applicazioni
- Call of Duty: Modern Warfare (2019) (2019)
- Call of Duty: Black Ops Cold War (solo per il supporto a Warzone ed alcuni tools) (2020)
- Call of Duty: Vanguard (2021)

## Curiosità
Il motore grafico non ha avuto un nome ufficiale finché ad IGN è stato detto, durante l'E3 2009 che Call of Duty: Modern Warfare 2 avrebbe utilizzato il motore "IW 4.0 engine".